# Mormo venata
Mormo venata är en fjärilsart som beskrevs av George Francis Hampson 1905. Mormo venata ingår i släktet Mormo och familjen nattflyn. Inga underarter finns listade i Catalogue of Life.